# Primeira Guerra Messênia
A Primeira Guerra Messênia foi a primeira das três guerras entre Esparta e a Messênia, e faz parte das Guerras Messênias. A guerra durou vinte anos, e terminou quando os lacedemônios capturaram a Messênia e escravizaram os messênios.

## Origens da guerra
Texto baseado em Pausânias, que indica sua fonte como sendo Myron de Priene. Pausânias faz a divisão entre duas guerras messênias, a primeira baseada na prosa de Myron, e a segunda baseada no poema épico de Rhianus de Bene.
O vencedor da corrida, a única prova disputada, na quarta olimpíada, o messênio Polícares, entregou seu gado ao espartano Euefno, para que ele se alimentasse na terra do espartano, que teria uma parte da produção. Porém Euefno vendeu o gado a mercadores, e disse que ele havia sido roubado por piratas, porém foi desmentido por um dos homens que cuidavam do gado. Euefno pediu perdão, e pediu a Polícares que mandasse seu filho para a Lacônia, para ele receber de volta o que ele tinha recebido pelo gado, mas Euefno assassinou o filho de Polícares. Polícares foi à Lacedemônia e protestou com os reis e os éforos, mas não obtendo nada, matou todos os lacedemônios que encontrou.
O motivo da guerra, segundo os lacedemônios, foi porque a Messênia não entregou Polícares, e por causa do assassinato de Téleclo na geração anterior. Os messênios diziam que não entregaram Polícares porque os lacedemônios não haviam entregue Euefno, e que haviam proposto que o caso fosse levado à arbitragem de Argos e ao Areópago de Atenas; mas os messênios também diziam que tudo isso foi um pretexto para a guerra, porque os lacedemônios cobiçavam a terra deles. 
Quando uma embaixada da Lacedemônia chegou à Messênia para pedir Polícares, os dois reis, filhos de Fintas, foram de opiniões divergentes: Andrócles defendeu a entrega de Polícares, mas Antíoco defendeu que Polícares deveria sofrer diante dos olhos de Euefno. 
A discussão se tornou acalorada, e se transformou em luta, na qual morreu Andrócles; Antíoco, como único rei da Messênia, enviou mensagem a Esparta, dizendo que iria se submeter às cortes de Argos e Atenas. 

## Início da guerra
Após alguns meses, Antíoco morreu, e foi sucedido por seu filho Eufes, e os lacedemônios, sem nenhuma declaração de guerra, fizeram um juramento de não terminar a guerra até toda a Messênia fosse tomada pela espada, e atacaram Anfeia à noite, apontando Alcâmenes, filho de Teleclo, como seu líder. Quase todos os messênios foram mortos, alguns ainda dormindo, e outros que haviam pedido refúgio nos altares. Este ataque ocorreu no segundo ano da nona olimpíada.. 
Após o ataque, os messênios se reuniram em assembleia em Esteníclero, e o rei Eufes exortou-os a não entrarem em pânico, nem a achar que a guerra já tinha sido decidida, pois se os lacedemônios tinham mais prática na guerra, os messênios tinham maior necessidade de mostrarem-se bravos, e teriam a boa vontade dos deuses pois eram homens defendendo seu país sem terem cometido uma injustiça.